# جو شو
جو شو (بالإنجليزية: Joe Shaw)‏ (23 يونيو 1928 في المملكة المتحدة - 18 نوفمبر 2007 بشفيلد في المملكة المتحدة) هو مدرب كرة قدم ولاعب كرة قدم بريطاني في مركز الدفاع. لعب مع شيفيلد يونايتد والرابطة الحادية عشر لكرة القدم ‏.

## وصلات خارجية
- جو شو على موقع قاعدة بيانات كرة القدم.إي يو (الإنجليزية)
- جو شو على موقع Soccerbase.com (مدرب) (الإنجليزية)